# Каркаринский район
Каркаринский район — единица административного деления Алма-Атинского округа Казакской АССР, существовавшая в 1928—1930 годах.
Каркаринский район был образован в 1928 году в составе Алма-Атинского округа из Беркетменской, Интифакской, Тузкульской и части Актогайской волостей Джаркентского уезда Джетысуйской губернии.
В 1930 году Каркаринский район был упразднён, а его территория передана Кегенскому району.